# Ás

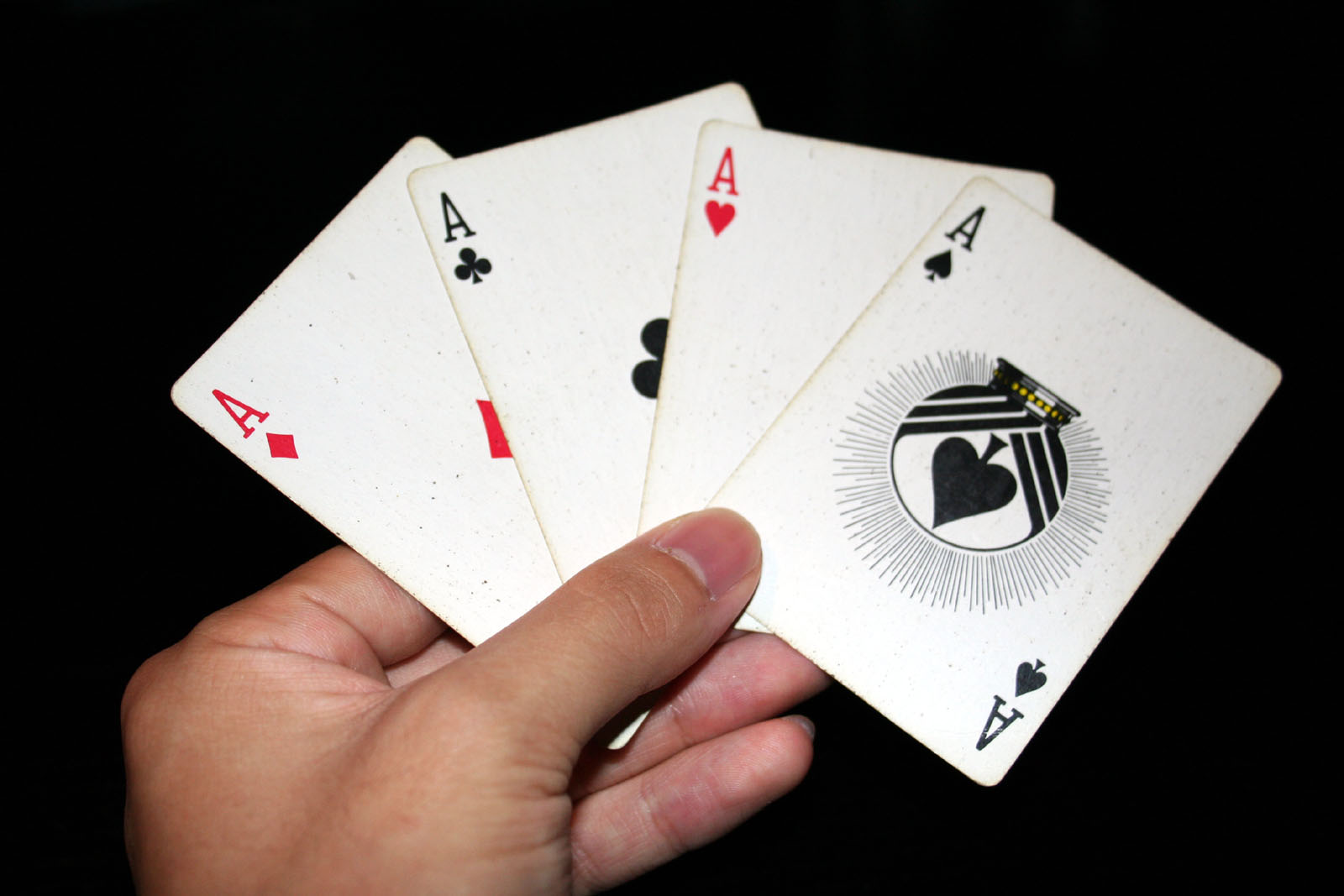
Ases dos quatro naipes, respectivamente: ouros (♦). paus (♣), copas (♥) e espadas (♠).

Ás é uma das faces dum dado ou duma peça de dominó, com um único ponto, ou uma carta do baralho com diversas variações de estilo, dependendo do baralho usado.
Num baralho, a característica mais comum é a duma figura única central no meio da carta, simbolizando o naipe dela. Esta carta pode iniciar ou terminar sequências em jogos, como paciência, fazer parte de sequências, como na cacheta, ou fazer parte das cartas de maior valor, como no truco.

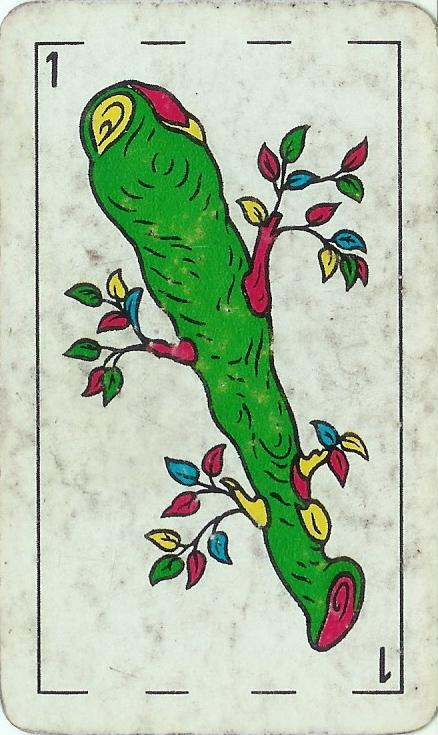
Ás de paus dum baralho espanhol.

## História
A palavra «ás» tem origem da palavra as, do francês antigo, que fazia referência à uma unidade de asse, uma moeda romana. Antes de ser o nome da carta de baralho, era o nome dado ao lado dum dado com apenas um ponto, e significava, assim, «má sorte», o que se tornou em «alta qualidade» e «excelência», com o nome passado para a carta de, geralmente, maior valor de um baralho.

## Promoção ás
Historicamente, o ás tinha um valor baixo e isso ainda é válido em muitos jogos europeus populares (na verdade, muitos baralhos europeus, incluindo os baralhos de naipes franceses e latinos, não usam o índice "A", em vez disso mantêm o numeral "1" ). A convenção moderna de “ace high” parecia ter acontecido em etapas. Os jogos de cartas, antes de chegarem à Europa, tinham naipes em ordem inversa. No jogo chinês de Mǎ diào, que não possuía cartas da corte, o naipe de moedas era invertido, de modo que o 1 de Moedas era o mais alto em seu naipe. Nos jogos Ganjifa da Pérsia, Índia e Arábia, apenas as cartas pip de metade dos naipes foram invertidas, de modo que o 1 ficou logo abaixo da carta mais baixa da corte. Esta convenção foi transferida para os primeiros jogos europeus como Ombre, Maw e Trionfi (Tarot). Durante os séculos XV e XVI, a classificação de todos os naipes tornou-se progressiva. Alguns jogos desse período, como o Triunfo, têm o ás entre o dez e o valete. O primeiro jogo conhecido em que o ás é a carta mais alta do seu naipe é o Trappola. Em jogos de ás-dez como brusquembille, pinochle e sessenta e seis, o ás arrastou o 10 consigo para o topo, de modo que a classificação passou a ser A-10-K. Alguns jogos também promoviam os duques e treys, como Put, Truc e Tressette. Os jogos "King high" ainda eram feitos no século XVII, por exemplo, o cribbage. Muitos jogos, como pôquer e blackjack, permitem ao jogador escolher se o ás será usado como carta alta ou baixa. Essa dualidade permite que jogadores de alguns outros jogos usem as duas coisas ao mesmo tempo; algumas variantes do Rummy permitem que os jogadores formem combinações, de classificação KA-2 ou similar. Isso é conhecido como “virar a esquina”.
Não foi apenas o baralho francês que experimentou esta promoção, mas alguns jogos envolvendo os baralhos suíço e alemão também evoluíram para o uso do Daus (duque) como a carta mais alta. O ás desapareceu durante o século XV, então o dois tomou o seu lugar.  O Ass (ás) e Daus (duque) foram fundidos em uma única carta e os nomes são usados alternadamente junto com Sau (porca), já que as primeiras cartas desse valor representavam um porco. Alguns baralhos no sul da Alemanha usam "A" como índice porque "D" é reservado para Dame ( Rainha ) em baralhos de naipes franceses. A confusão também é evitada porque os baralhos de naipes alemães não possuem cartas numeradas abaixo de "7" ou "6".